# Bognár Levente
Bognár Levente (Arad, 1956. október 1.) romániai magyar politikus. Arad RMDSZ-es alpolgármestere.

## Életpályája

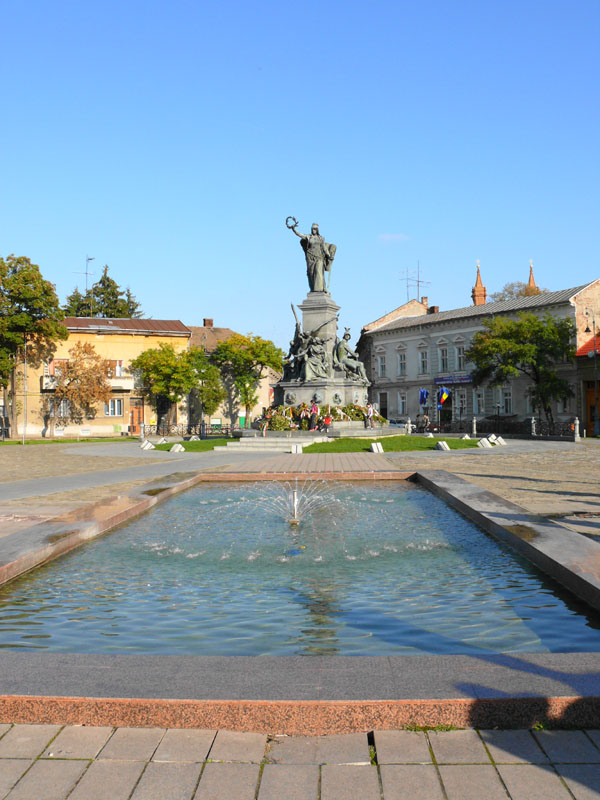
Szabadságszobor Aradon, a Megbékélés parkjában, 2008.

Aradon érettségizett, a mai Csiky Gergely Iskolacsoportban, 1975-ben.
Temesvárott a Műszaki Egyetemen szerzett mérnöki diplomát 1982-ben. 1982–1992 között vegyészmérnök volt az aradi vegyi kombinátban, majd az óragyárban. 1992–1996 között szenátori irodavezetőként dolgozott. 1997–2000 között Arad megye alprefektusa volt. 2000-től Arad város alpolgármestere.
Sokat tett Zala György aradi 1848–49-es forradalom és szabadságharc tiszteletére készített emlékművének helyreállításáért.

## Kitüntetései
- Pécs díszpolgára (2010)
- Pro Civitate díj (2010)
- Kötő József-díj (2016)